# Buka Temür
Buka Temür, noto anche come Buqa Temür o Bökhtömör (in mongolo: Бөхтөмөр; ... – 1282), è stato un condottiero mongolo, Khan del Khanato Chagatai dal 1272 al 1282.

## Biografia
Era figlio del principe chagatai Qadaqchi e perciò discendente di Gengis Khan in linea diretta.
Intorno al 1272 si assunse l'incarico di uccidere il khan Negübei, ribellatosi all'autorità di Kaidu (de facto detentore del potere assoluto). Quest'ultimo, probabilmente per ricompensarlo dell'assassinio, lo nominò nuovo khan del Khanato Chagatai. Poco dopo la sua nomina, tuttavia, Buka fu colpito da una misteriosa malattia che non gli consentì più di imporre il proprio potere all'interno del khanato. Si dimostrò perciò impotente dinnanzi ai saccheggi da parte dei figli di Alghu e Barak Khan, così come agli assedi dell'Ilkhanato. Alla sua morte nel 1282 fu succeduto da Duwa.
Suo fratello Taliku regnò più tardi dal 1308 al 1309, prima di essere cacciato e infine ucciso dai principi chagatai per via della sua conversione all'Islam.